# دامیان لانزا
دامیان لانزا (انگلیسی: Damián Lanza؛ زادهٔ ۱۰ آوریل ۱۹۸۲) یک بازیکن فوتبال اهل اکوادور است.
وی همچنین در تیم ملی فوتبال اکوادور بازی کرده‌است.